# Vanity Fair (revista británica)
Vanity Fair fue una revista británica semanal fundada por Thomas Gibson Bowles en el año 1868 y que dejó de publicarse en el año 1914. La publicación retrataba la sociedad británica, siendo muy famosas sus caricaturas. Estas representaban a personajes como políticos o abogados y eran coleccionadas para adornar hogares o establecimientos.